# Ferrensac
Ferrensac is een gemeente in het Franse departement Lot-et-Garonne (regio Nouvelle-Aquitaine) en telt 163 inwoners (1999). De plaats maakt deel uit van het arrondissement Villeneuve-sur-Lot.

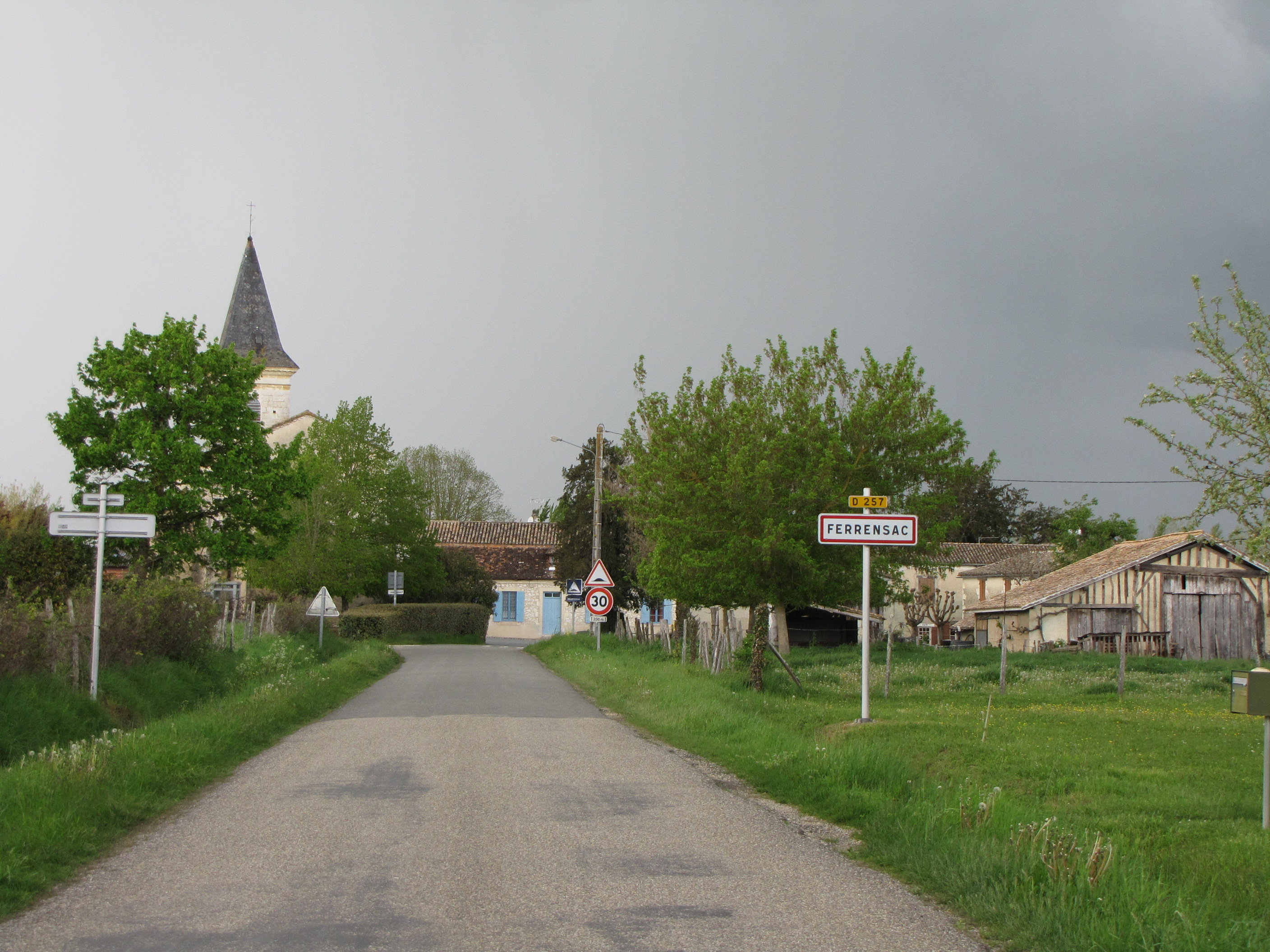
Ferrensac
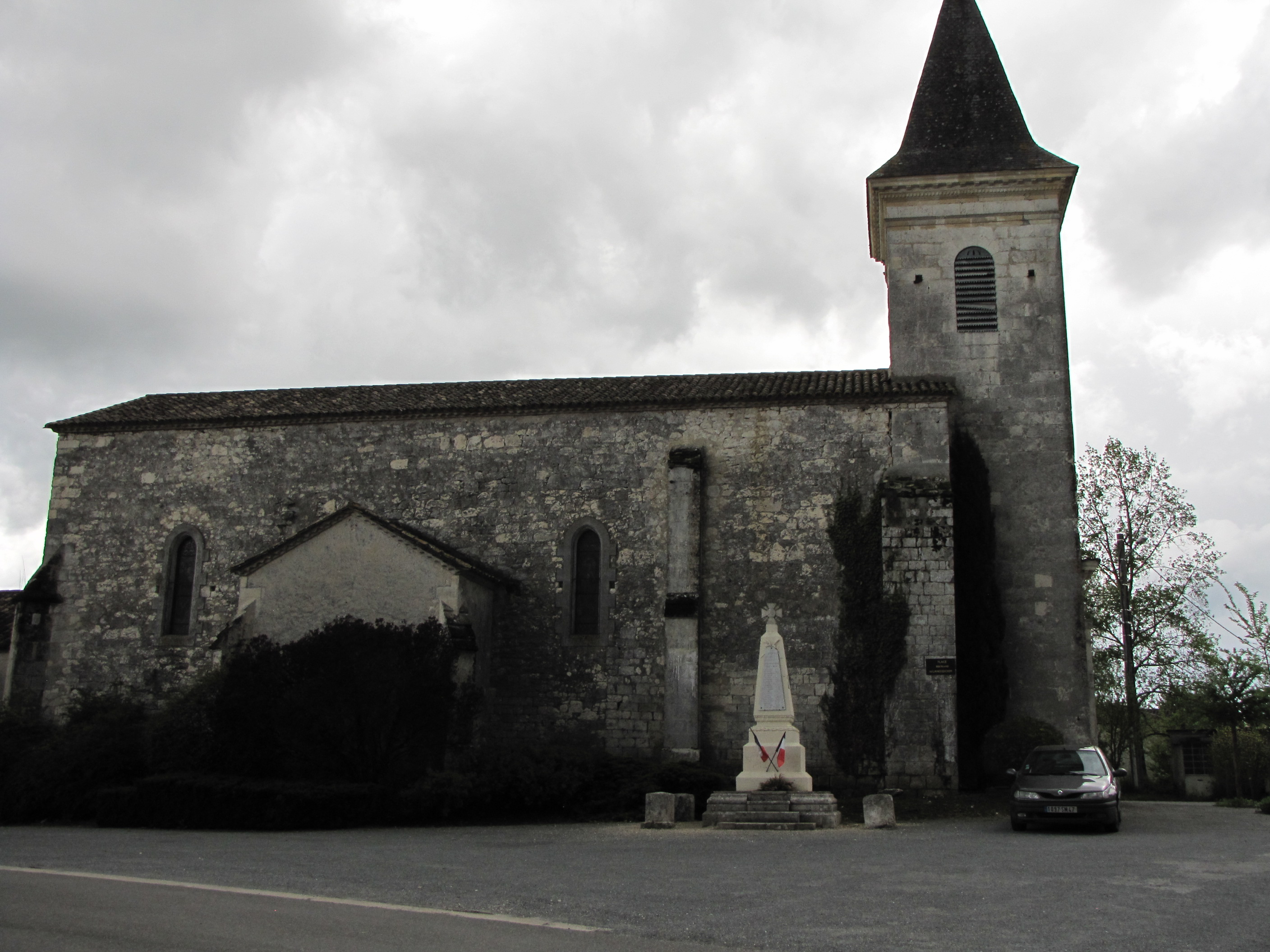
Kerk van Ferrensac

## Geografie
De oppervlakte van Ferrensac bedraagt 12,2 km², de bevolkingsdichtheid is 13,4 inwoners per km².
De onderstaande kaart toont de ligging van Ferrensac met de belangrijkste infrastructuur en aangrenzende gemeenten.

## Demografie
Onderstaande figuur toont het verloop van het inwonertal (bron: INSEE-tellingen).